# يو تو
يو تو (يو 2 - بالإنجليزية U2 - U two) هي فرقة روك إيرلندية. تتكون من 4 أعضاء رئيسيين هم بونو Bono المغني، ذا إدج Edge على الإيثار، آدم كلايتون Adam Clayton على الباص ولاري مولن الإبن على الدرمز.
بدأت الفرقة نشاطها في عام 1976 ولا زالت مستمرة إلى الآن: مند التمانينيات انتقل نشاط الفرقة إلى العالمية حيت أن ألبوماتهم War ,The Joshua Tree ,Achtung Baby و All That You Can't Leave Behind حققت نجاحا باهرا وجعل هذا منهم أكبر فرقة روك في العالم.
Sunday Bloody Sunday (الأحد الدامي), New Year's Day, Pride (in the name of love), With Or Without You, I still haven't found what I'm looking for, Where The Streets Have No Name, Desire, One, Beautiful Day أو Vertigo هي أمتلة للنجاح والشهرة العالميتين اللتين حققتهما هذه الفرقة.
باعت فرقة U2 أكتر من 170 مليون نسخة من ألبوماتهم (يولو 2009), وقد فازوا بـ 22 جائزة غرامي، أكثر من أي فرقة روك أخرى.
مند منتصف التمانينيات، دافعت الفرقة على أهمية حقوق الإنسان وبذلك تم ترشيح بونو Bono للحصول على جائزن نوبل للسلام في سنتي 2003 و 2005 وقد أشهر لأعمال منضمة Amnesty International خلال عروضه، بفضل هذا أصبح أعضاء الفرقة <<سفراء الضمير>> للمنضمة سنة 2005.في ديسمبر 2005 لقبة مجلة Time Magazine بونو Bono ب<<شخخصية العام 2005>> ودلك لمكافئته على نضاله لصالح أفريقيا.

## تاريخ الفرقة

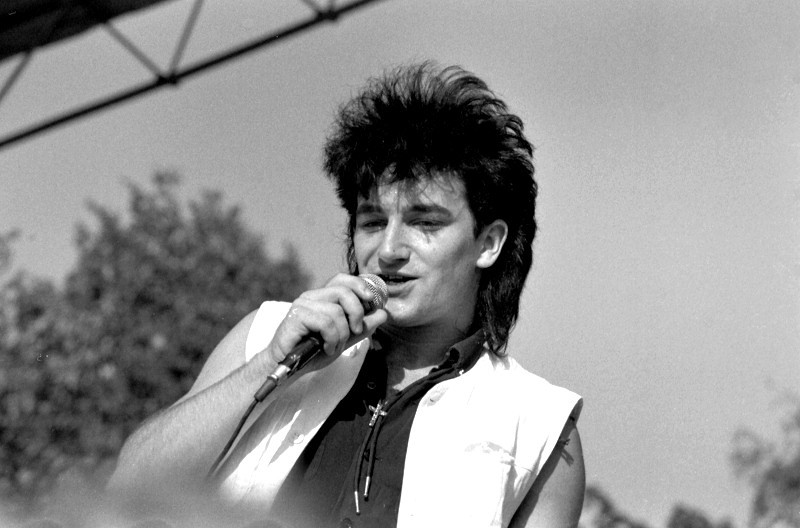
يو تو، مهرجان كالفويا (مهرجان جزيرة العجل)، النرويج

بدأت قصة الفرقة في نهاية سنة 1976 ,في مدرسة Dublin's Mount Temple School حيت قام لاري مولن الإبن بنشر اعلان لتكوين فرقة روك، وتم اختيار بعض المراهقين منهم David Evans (الذي سيلقب نفسه لاحقا بذا إدج، Adam Clayton, و Paul Hewson (الملقب ببونو Bono).ديك وديفيد كانا عازفان مبتدئان للقيثارة حيت أن ديك عزف على غيتارة الصفراء صنعها بنفسه.آدم لاعب باس، هو أكبر عضو في الفرقة كان كتير الغياب في مدرسته ووجد في كثير من الأحيان عند الحارس العام للمدرسة بسبب لباسه الأكثر من غريب الأطوار، هدا الأخير هو الدي أقنع لاري بانضمام الدي كان يرغب بالانضمام للفرقة كلاعب غيتارة.لكن في الواقع، بول لم تكن يتقن اللعب، والانتقال بسرعة إلى كتابة الكلمات والغناء.
سميت المجموعة الأولى بFeedback، تم The Hype، وأخيرا تم الاعتماد على اسم U2 بعد رحيل Dick, ودلك تخليدا لطائرة التجسس الأمريكية Lockheed U-2 التي تم الإطاحة بها من طرف الاتحاد السوفياتي بأيام من يوم ولادة بونو Bono.
أعضاء الفرقة بقو كما هم إلى حد اليوم، بما في ذلك على الخشبة حيث يفضل U2 استخدام الأشرطة مسجلة بدلا من الموسيقيين إضافيين.
بعد سنة من التدريبات في منزل عائلة Mullen، تعطي Feedback أول عرض لها في صالة للألعاب الرياضية لMount Temple في خريف 1977 بمناسبة المسابقة التي تنظمها المدرسة. هنا بدأ تاريخ الفرقة حيت أنها فازت بالجائزة الأولى، فرقة Feedback تغير اسمها لأول مرة ليصبح The Hype

## وصلات خارجية
- يو تو على موقع IMDb (الإنجليزية)
- يو تو على موقع الموسوعة البريطانية (الإنجليزية)
- يو تو على موقع ألو سيني (الفرنسية)
- يو تو على موقع ميوزك برينز (الإنجليزية)
- يو تو على موقع رولينغ ستون (الإنجليزية)
- يو تو على موقع قاعدة بيانات برودواي على الإنترنت (الإنجليزية)
- يو تو على موقع أول ميوزيك (الإنجليزية)
- يو تو على موقع ديسكوغز (الإنجليزية)

- الموقع الرسمي